# Diplopleurus umbonicollis
Diplopleurus umbonicollis – gatunek chrząszcza z rodziny kusakowatych i podrodziny rydzenic.
Gatunek ten opisał po raz pierwszy w 2015 roku Roberto Pace. Jako lokalizację typową wskazano Diani Beach w Kenii.
Chrząszcz o połyskującym, wydłużonym w zarysie ciele długości 6,2 mm. Głowa jest ruda, z wyjątkiem wąskiego pasma wzdłuż środka o wyraźnym i grubym punktowaniu, pozbawiona siateczkowania, zaopatrzona w guzek między czułkami. W widoku grzbietowym skronie są krótsze od oczu. Czułki mają człony pierwszy i drugi rudożółte, a człony pozostałe rude. Drugi człon jest krótszy niż pierwszy, trzeci dłuższy niż drugi, czwarty dłuższy niż szeroki, a człony od piątego do dziesiątego szersze niż dłuższe. Rudożółte przedplecze ma szeroką bruzdę wzdłuż środka i parę guzków po jej bokach; jego powierzchnia cechuje się wyraźnym ziarenkowaniem i brakiem siateczkowania. Na rudożółtych pokrywach występują słabe wciski podłużne po bokach, a powierzchnia jest wyraźnie i grubo punktowana i bardzo powierzchownie siateczkowana. Kolor odnóży jest żółtorudy z żółtymi udami. Odwłok jest rudożółty z rudymi wolnymi urotergitami segmentów czwartego i piątego, pozbawiony siateczkowania. Grubsze punkty występują w przednich połówkach urotergitów od drugiego do czwartego, w pozostałych zaś miejscach punktowanie jest drobne i niezbyt gęste.
Owad afrotropikalny, znany wyłącznie z Kenii.